# Café bombón

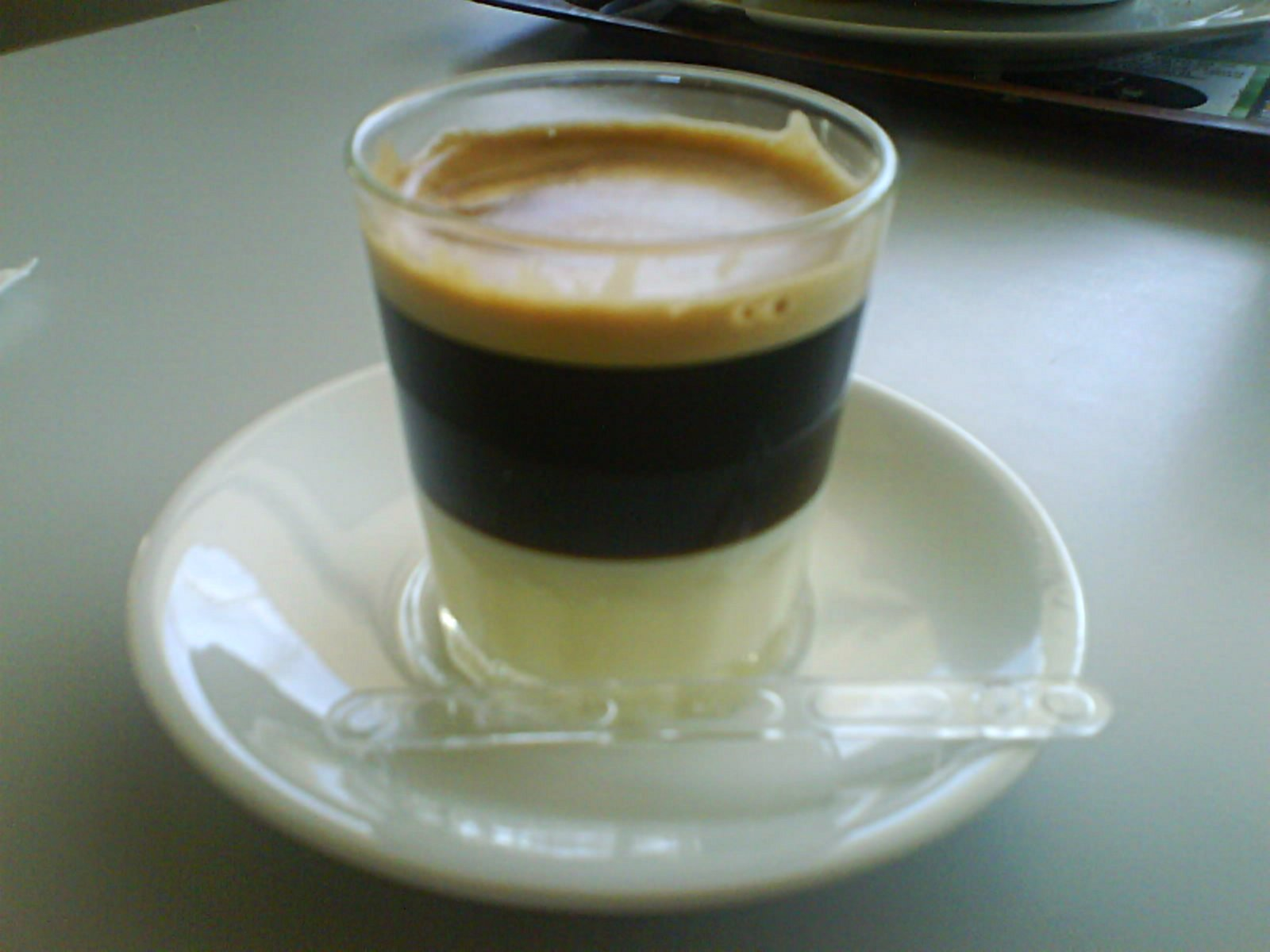
Café bombón

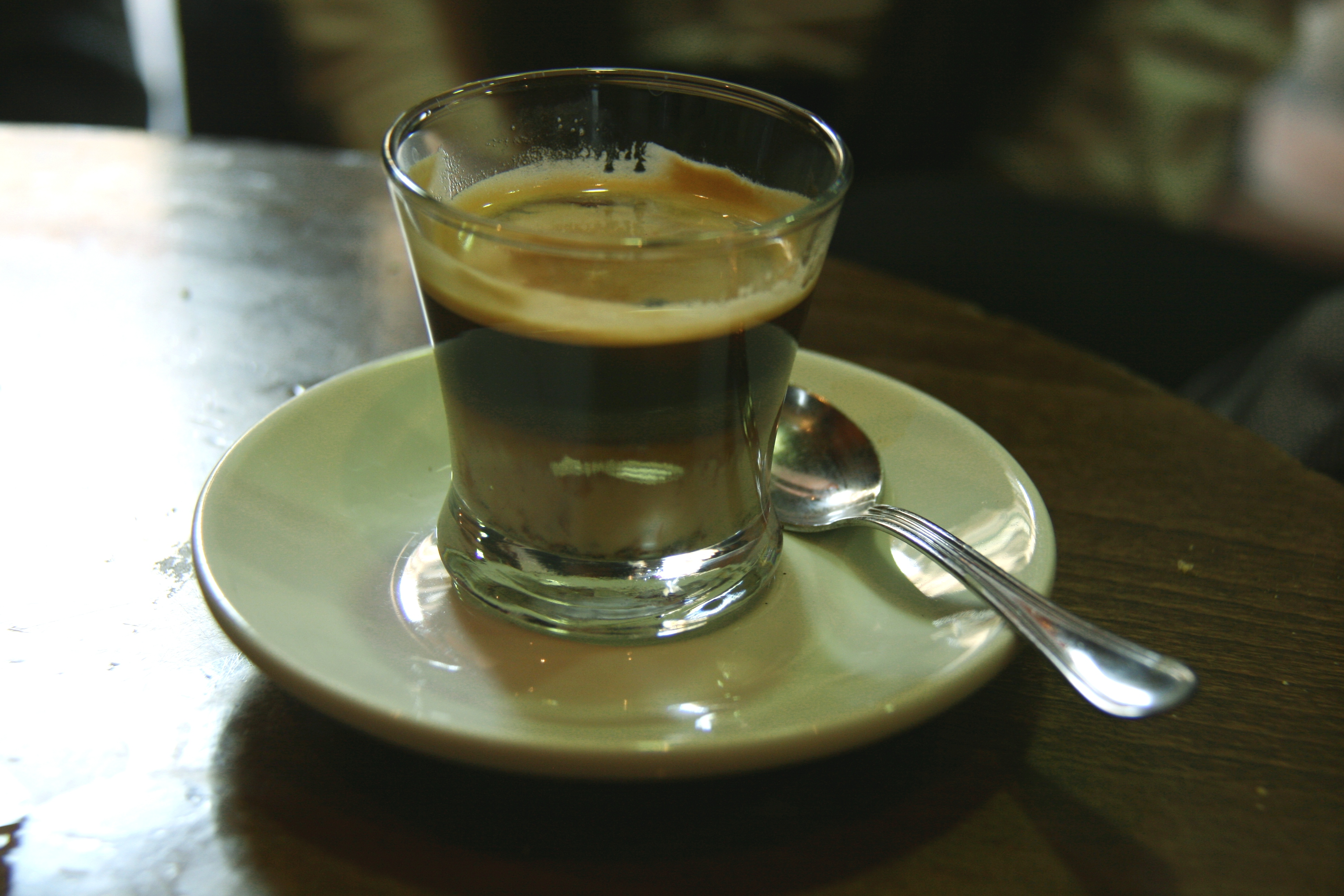
Café bombón com Baileys.

Café bombón é um café típico da Espanha. Consiste numa mistura de café (geralmente café expresso) com leite condensado.
É servido num cálice de vidro transparente, com o objetivo de mostrar as camadas de café e leite condensado. As densidades diferentes dos líquidos deixam o café na parte superior e o leite condensado na parte inferior. Geralmente é servido em um copo de vidro transparente para mostrar as camadas de café e leite. A densidade diferente dos líquidos faz com que o café fique no topo, enquanto o leite condensado fica no fundo.
Este tipo de café teve origem em Alicante, tendo, ao longo do tempo, se espalhado pelo resto da Espanha. Por vezes, é servido com licor Baileys, em vez de leite condensado.
Em algumas regiões espanholas, recebe também os nomes de cafè bombó, cafè llépol, café goloso ou café biberón.